# Doc the Ham Actor
Doc the Ham Actor è un cortometraggio muto del 1915 diretto da Sidney Smith. Non si conoscono altri dati certi del film, un cartoon prodotto da Watterson Rothacker.

## Produzione
Il film fu prodotto da Watterson Rothacker.

## Distribuzione
Il cortometraggio uscì nelle sale cinematografiche USA il 16 ottobre 1915.